# Zweden op het Junior Eurovisiesongfestival 2003
Zweden nam deel aan het Junior Eurovisiesongfestival 2003, dat gehouden werd in Kopenhagen, België. Het was het debuut van het land op het Junior Eurovisiesongfestival. SVT was verantwoordelijk voor de Zweedse bijdrage voor de editie van 2003.

## Stage Junior 2003
De Zweedse zender SVT, hield een nationale finale om de Zweedse deelnemer voor het Junior Eurovisiesongfestival 2003 te kiezen. Lilla Melodifestivalen 2003 was de nationale finale en werd gehouden op 4 oktober in het SVT Television Centre in Stockholm. De show werd gepresenteerd door Victoria Dyring.
Er deden 10 artiesten mee en de winnaar werd gekozen via een jury en televoting.
De finale werd gewonnen door het duo The Honeypies met hun liedje Stoppa Mig.
| Startplaats | Artiest         | Lied                     | Jury | Televote | Punten | Plaats |
| ----------- | --------------- | ------------------------ | ---- | -------- | ------ | ------ |
| 1           | Wednesday       | "Det är så det ska va"   | 28   | 40       | 68     | 3      |
| 2           | Vera & Vendela  | "Vänner"                 | 22   | -        | 22     | 9      |
| 3           | Daniel & Lukas  | "Data-hop"               | 44   | -        | 44     | 6      |
| 4           | Sofie Ljungberg | "Du finns i mitt hjärta" | 38   | 30       | 68     | 4      |
| 5           | V.Ä.N.N.E.R     | "För att du är min vän"  | 30   | -        | 30     | 8      |
| 6           | Sebbe           | "Om jag gillar någon"    | 32   | -        | 32     | 7      |
| 7           | Honeypies       | "Stoppa mig"             | 32   | 50       | 82     | 1      |
| 8           | Dragonheartz    | "Om du"                  | 22   | -        | 22     | 10     |
| 9           | Patrik Olsson   | "Sommarsol"              | 42   | 10       | 52     | 5      |
| 10          | Felix Hvit      | "För den jag är"         | 20   | 60       | 80     | 2      |

## In Kopenhagen
Op het festival trad Zweden als 14de aan. 
Het debuut van het land was geen sterk debuut The Honeypies kregen in totaal 12 punten en bereikte daarmee de 15de plek van de zestien deelnemers.

## Gekregen punten
| 12 punten    | 10 punten | 8 punten | 7 punten    | 6 punten         |
| ------------ | --------- | -------- | ----------- | ---------------- |
|              |           |          |             |                  |
| 5 punten     | 4 punten  | 3 punten | 2 punten    | 1 punt           |
| - Denemarken |           | - Spanje | - Noorwegen | - Cyprus - Malta |

2003 · 2004 · 2005 · 2006 · 2007 · 2008 · 2009 · 2010 · 2011 · 2012 · 2013 · 2014 · 2015-2024
België · Cyprus · Denemarken · Griekenland · Kroatië · Letland · Macedonië · Malta · Nederland · Noorwegen · Polen · Roemenië · Spanje · Verenigd Koninkrijk · Wit-Rusland · Zweden